# Raptor (rakétahajtómű)
A Raptor a SpaceX által fejlesztett és gyártott újrafelhasználható, teljes áramlású, szakaszos égésű, metán-üzemű rakétahajtómű. A motort - eltérően a legtöbb korábbi rakétahajtóműtől, amelyek kerozin-LOX üzemanyaggal működtek - kriogén, folyékony metán és folyékony oxigén (LOX) hajtja (Methalox-hajtómű), tengerszinti légnyomásra vagy vákuumra optimalizálva.
A (folyékony) metán hajtóanyagként való alkalmazását a kisebb súly és nagyobb teljesítmény mellett a Mars-expedíció céljára történő felhasználás is indokolja.
A Raptor elsőként a Starship űrhajó prototípus fejlesztésének első lépcsőjeként konstruált Starhopper kísérleti rakétába építve vizsgázott sikeresen annak 2019. július végi 20 m-es, majd 2020. augusztus 27-én teljesített 150 m magas repülési tesztjén.

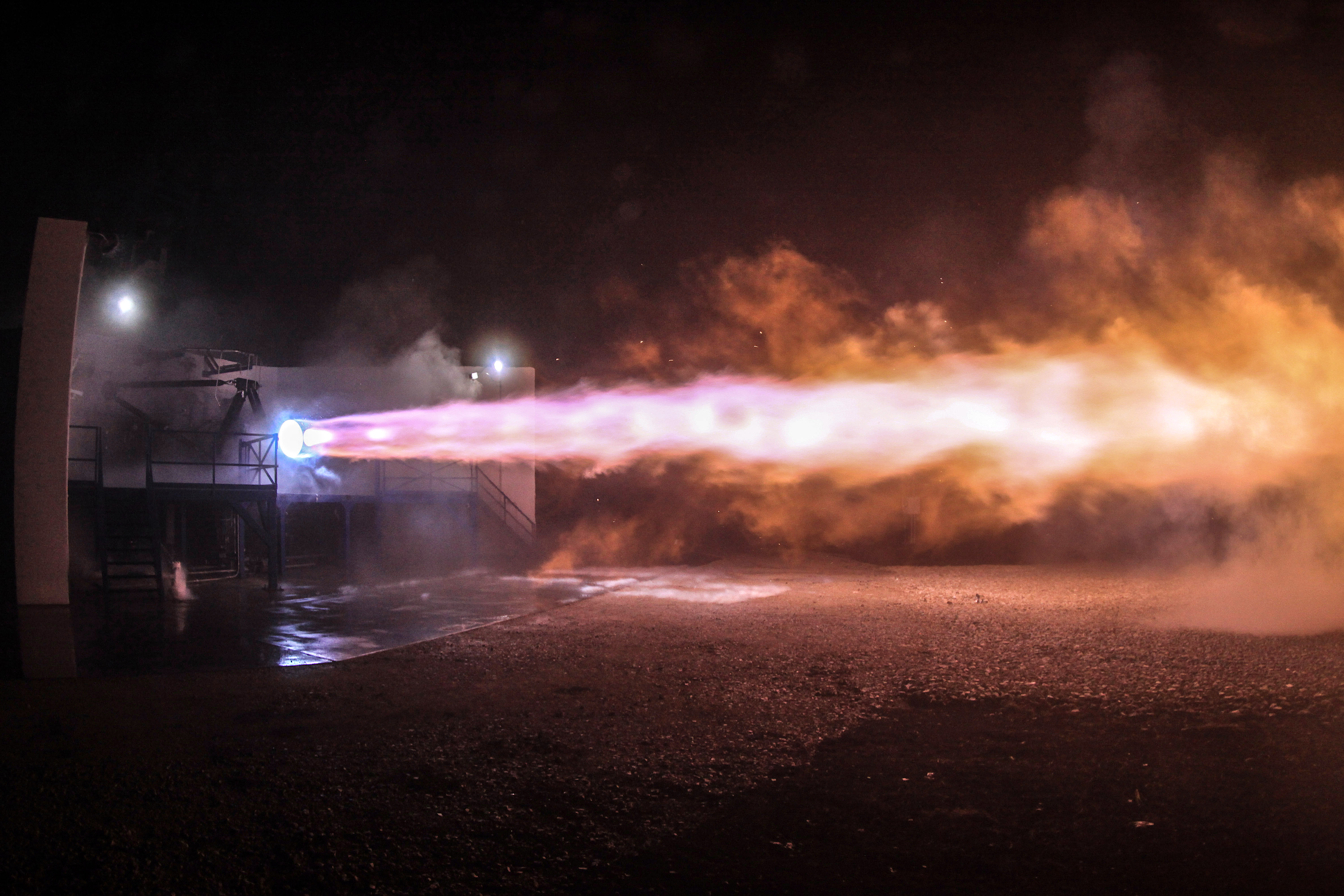
Raptor-test-9-25-2016

## Jellemzői

### Tengerszinti légnyomásra optimalizált változat
- Kamranyomás: 250 bar
- Égésidő: 330 s (tengerszint); 356 s (Vac)
- Fúvócső maximális átmérője: 1,3 m
- Hajtómű hossza: 3,1 m
- Tolóerő: 2 MN [3]

### Vákuumra optimalizált változat
- Kamranyomás: 250 bar
- Égésidő: 375 s (Vac)
- Fúvócső maximális átmérője: 2,4 m
- Hajtómű hossza: 3,1[4]
- Tolóerő: 1,9 MN [5]

## Története
2012 novemberében Musk új irányt jelentett be a SpaceX meghajtó részlege számára: metánnal működő rakétamotorok fejlesztését. A motor fejlesztését 2009 és 2015 között kizárólag a SpaceX magánbefektetéseiből finanszírozták, nem az amerikai kormányzat finanszírozásának eredményeként. Azt is jelezte, hogy a metán lesz a választott üzemanyag a SpaceX Mars kolonizálás terveihez. 2016 januárjában a SpaceX megállapodott az USA Légierővel, hogy 33,6 millió USD-t fordít a védelmi osztály finanszírozására egy adott Raptor-modell kifejlesztése érdekében. A SpaceX vállalta, hogy legalább 67,3 millió USD-t fordít saját forrásból ugyanarra a fejlesztési projektre, így a fejlesztés 2:1 arányban privát-kormányzati finanszírozási alapból történt. A teljes potenciális állami beruházás az összes opcióval együtt 61 392 710 dollár. A SpaceX teljes potenciális befektetése az összes opcióval együtt 122 785 419 dollár. A fejlesztés helyszínei a NASA Stennis Space Center, Mississippi; Hawthorne, Kalifornia; és a Los Angeles-i légi támaszpont volt.

## Működése

Raptor Engine Unofficial Combustion Scheme